# فضيحة نقش دينغ جينهاو

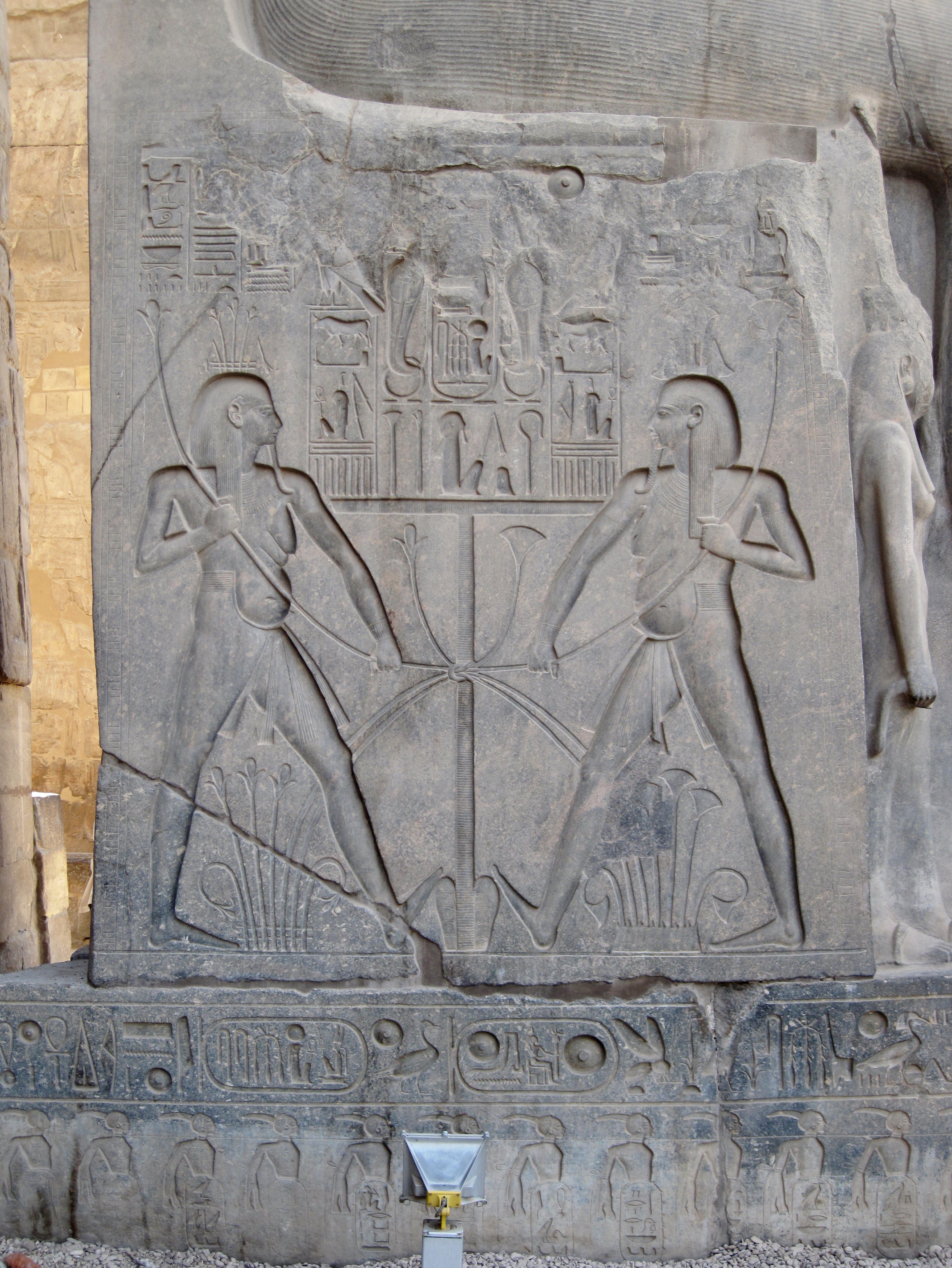
أحد النقوش الموجودة في معبد الأقصر حيث وقعت الحادثة.

في عام 2013، أثار فتى صيني يبلغ من العمر 15 عامًا يُدعى دينغ جينهاو جدلًا واسعًا بعد أن قام بخدش نقوش على جدار معبد الأقصر الشهير في مصر، كاتبًا عبارة: "دينغ جينهاو كان هنا" باللغة الصينية .  

## استجابة وسائل الإعلام
في 24 مايو 2013، نشر مستخدم موثّق على موقع "ويبو" الصيني، يُدعى السيد شين، صورة للنقش المُشوَّه. وخلال أقل من 24 ساعة، حصد المنشور أكثر من 11,000 تعليق و83,000 إعادة نشر، مما جعله واحدًا من أكثر المواضيع انتشارًا في الصين في ذلك الأسبوع. 
في اليوم التالي، قام رواد الإنترنت الصينيون باستخدام ما يُعرف بـ "محرك البحث البشري" (Human flesh search engine) لتحديد هوية الفاعل، وتم تداول معلومات شخصية عن دينغ جينهاو على نطاق واسع، وهو ما أثار موجة غضب وانتقاد شديدة.  صحيفة مودرن اكسبريس نشرت تقريرًا أكدت فيه أن والدي دينغ قدما اعتذارًا علنيًا عبر منصة ويبو، مشيرين إلى أن ابنهما انفجر في البكاء ندمًا وخجلًا من تصرفه. 
في 26 مايو، قام مجموعة من الناشطين الرقميين الصينيين باختراق موقع المدرسة التي يدرس فيها دينغ جينهاو، ووضعوا نافذة منبثقة تسخر من فعلة الفتى، تحاكي كتابته في معبد الأقصر.
في اليوم نفسه، أعلنت السلطات المصرية إزالة الكتابة المنقوشة من المعبد في محاولة لإصلاح الضرر. 

## استجابة الحكومة
- أصدر المتحدث الرسمي باسم وزارة الخارجية الصينية، هونغ لي، بيانًا دعا فيه المواطنين الصينيين المسافرين إلى الخارج إلى احترام القوانين المحلية والتصرف بأسلوب حضاري. [7]
- كما استجابت الإدارة الوطنية للسياحة في الصين للحادث بنشر تذكير على موقعها الرسمي تحث فيه السياح الصينيين الذين يعتزمون السفر إلى وجهات محلية وأجنبية على التصرف بطريقة حضارية، وتضمنت قائمة من النصائح التي من شأنها مساعدتهم على القيام بكما نشرت الهيئة الوطنية الصينية للسياحة تذكيرًا على موقعها الرسمي تطلب فيه من السياح الصينيين – داخل الصين وخارجها – التحلي باللياقة والاحترام، وأرفقت قائمة من التوجيهات للسلوك الحسن أثناء السفر. [8]

## القانون ذو الصلة
وفقًا للقانون المصري لحماية الآثار، فإن خدش النقوش، أو الكتابة، أو وضع الإعلانات على المواقع الأثرية يُعد مخالفة يعاقب عليها بالسجن من ثلاثة أشهر إلى سنة، وغرامة تتراوح بين 100 إلى 500 جنيه مصري (ما يعادل 14 إلى 71 دولارًا أمريكيًا آنذاك). 